# Lasse Virén
Lasse Virén (n. 22 iulie 1949, Mörskom, Uusimaa Province⁠(d), Finlanda) este un fost atlet finlandez, specializat în alergare pe distanțe lungi. Este laureat cu patru medalii de aur olimpice.

## Carieră
Prima lui performanță notabilă a fost locul șapte la 5000 m la Campionatul European din 1971. Anul următor a cucerit medaliile de aur la 5000 m și 10.000 m la Jocurile Olimpice de la München, devenind un succesor al „Finlandezilor Zburători”. La 10.000 m a stabilit un nou record mondial cu toată că a căzut la jumătatea cursei.
La Campionatul European din 1974 atletul a obținut medalia de bronz la 5000 m. La Jocurile Olimpice de la Montréal din 1976 și-a apărut titlurile de la 5000 m și 10.000 m. În plus s-a clasat pe locul cinci la maraton. Finlandezul a participat și la Jocurile Olimpice din 1980 unde s-a clasat pe locul cinci la 10.000 m.
El s-a retras din activitatea competițională după Jocurile Olimpice de la Moscova și a lucrat la o bancă. În perioadele 1999-2007 și 2010-2011 a fost deputat în Parlamentul Finlandei.
În anul 2014 Lasse Virén a fost inclus de către Asociația Internațională a Federațiilor de Atletism în Hall of Fame.

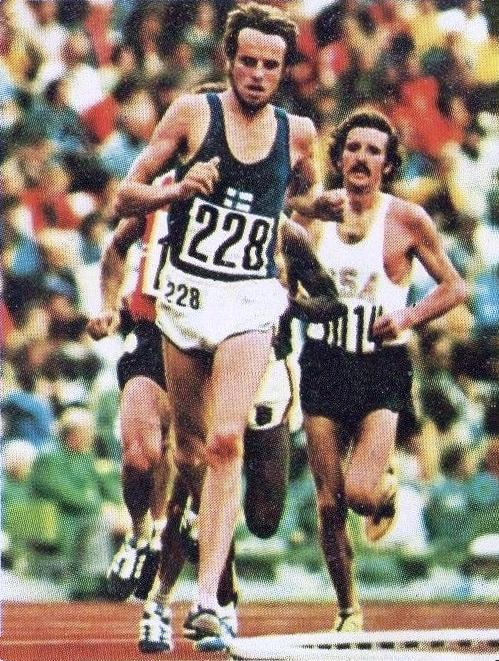
La JO din 1972
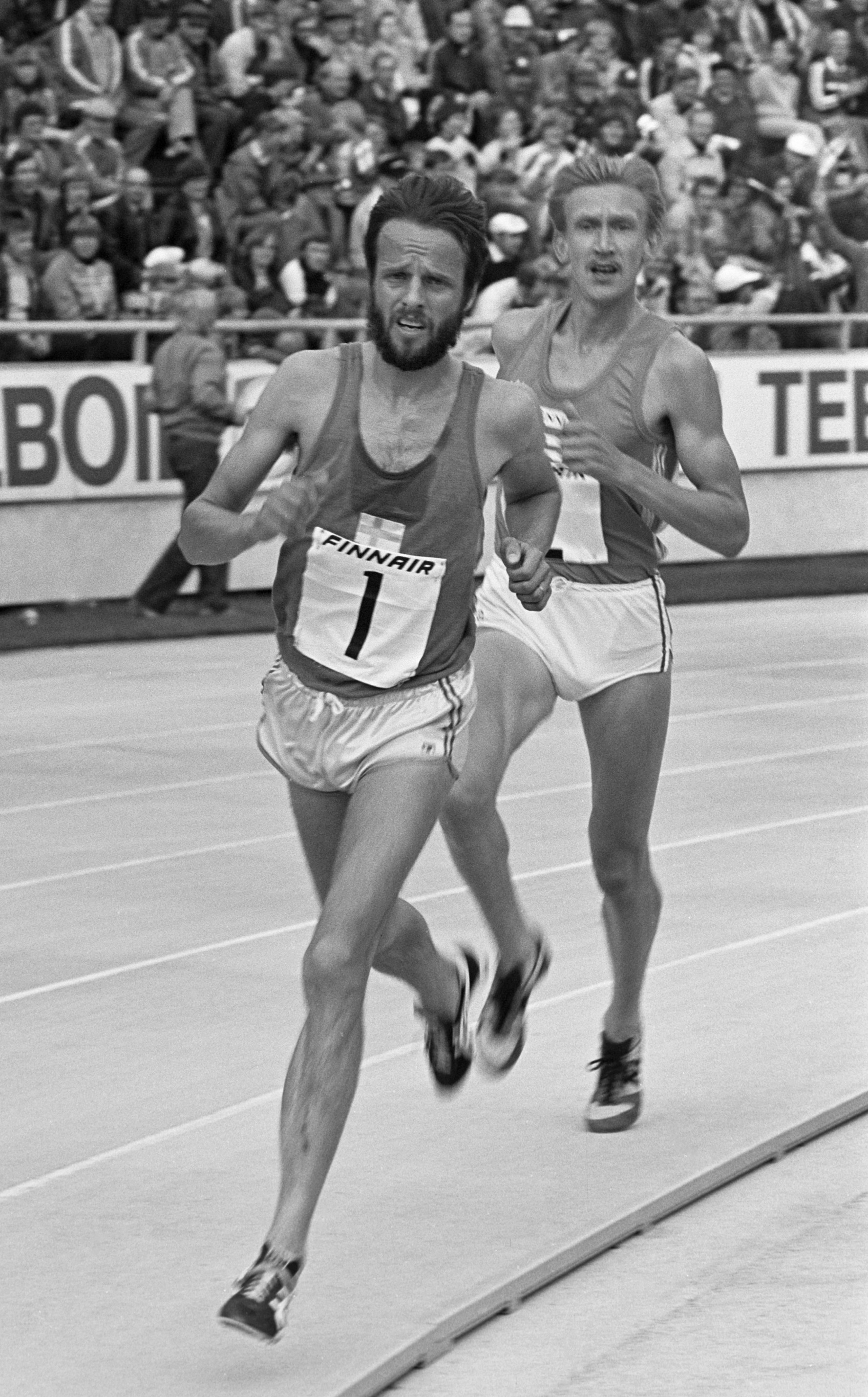
În 1980

## Realizări
| An   | Competiție           | Locație                    | Loc | Eveniment | Note     |
| ---- | -------------------- | -------------------------- | --- | --------- | -------- |
| 1971 | Campionatul European | Helsinki, Finlanda         | 7   | 5000 m    | 13:29,8  |
| 1971 | Campionatul European | Helsinki, Finlanda         | 17  | 10 000 m  | 28:33,12 |
| 1972 | Jocurile Olimpice    | München, Germania          | 1   | 5000 m    | 13:26,42 |
| 1972 | Jocurile Olimpice    | München, Germania          | 1   | 10 000 m  | 27:38,35 |
| 1974 | Campionatul European | Roma, Italia               | 3   | 5000 m    | 13:24,57 |
| 1974 | Campionatul European | Roma, Italia               | 7   | 10 000 m  | 28:29,23 |
| 1976 | Jocurile Olimpice    | Montréal, Canada           | 1   | 5000 m    | 13:24,76 |
| 1976 | Jocurile Olimpice    | Montréal, Canada           | 1   | 10 000 m  | 27:40,38 |
| 1976 | Jocurile Olimpice    | Montréal, Canada           | 5   | maraton   | 2:13:11  |
| 1980 | Jocurile Olimpice    | Moscova, Uniunea Sovietică | –   | 5000 m    | NS       |
| 1980 | Jocurile Olimpice    | Moscova, Uniunea Sovietică | 5   | 10 000 m  | 27:50,46 |
| 1980 | Jocurile Olimpice    | Moscova, Uniunea Sovietică | –   | maraton   | NT       |

## Recorduri personale
| Probă    | Performanță | Dată               | Locație  |
| -------- | ----------- | ------------------ | -------- |
| 3000 m   | 7:43,2 RN   | 27 iulie 1972      | Oulu     |
| 5000 m   | 13:16,3 RN  | 14 septembrie 1972 | Helsinki |
| 10 000 m | 27:38,35    | 3 septembrie 1972  | München  |
| Maraton  | 2:13:11     | 31 iulie 1976      | Montréal |